# The Great
The Great est une série télévisée de comédie dramatique américaine en trente épisodes d'environ 53 minutes créée par Tony McNamara et diffusée entre le 15 mai 2020 et le 12 mai 2023 sur Hulu. Il s'agit d'une libre adaptation de la vie de l'impératrice russe Catherine II, surnommée « Catherine la Grande ».
En France, la série est disponible sur la plateforme max, et au Canada sur Amazon Prime Video. Elle reste inédite dans les autres pays francophones. Elle est disponible en Belgique sur la plateforme HBO Max

## Synopsis
The Great est une série satirique et comique autour de l'accession au pouvoir de l'impératrice Catherine II de Russie. Il s'agit d'une version romancée de la vie de l'impératrice. La série s'attarde notamment sur sa jeunesse et son mariage avec l'empereur Pierre III (fusionné avec Pierre II) ainsi que sur le complot visant à tuer son mari, dépeint comme un homme dépravé et dangereux.

## Distribution

### Acteurs principaux
- Elle Fanning (VF : Zina Khakhoulia) : Catherine la Grande

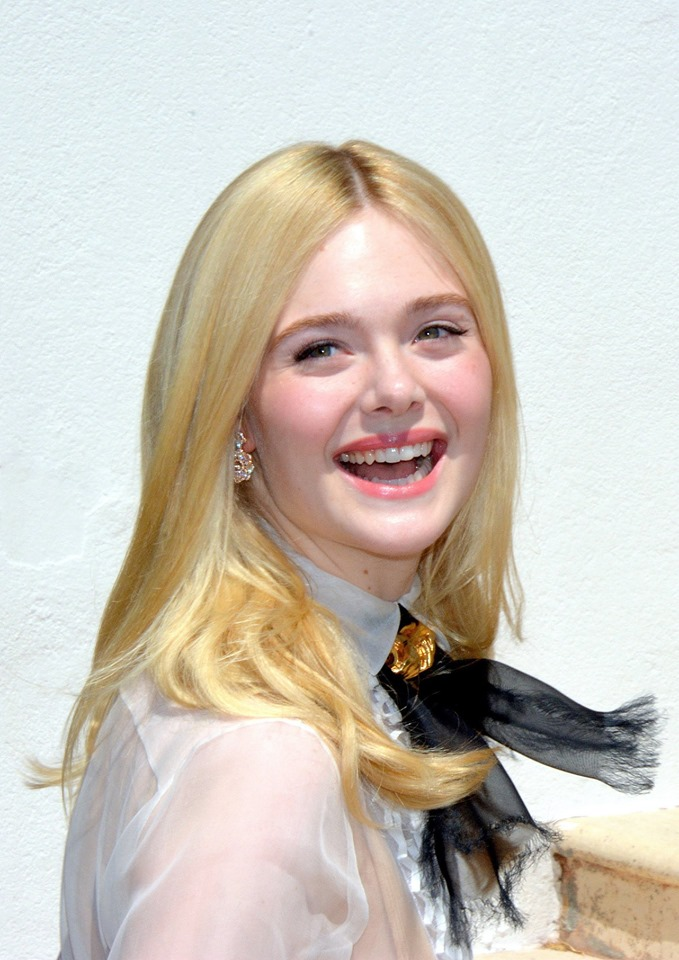
L'actrice américaine Elle Fanning incarne Catherine la Grande dans la série.

- Nicholas Hoult (VF : Damien Boisseau) : Pierre III de Russie / Emelian Pougatchev
- Phoebe Fox (VF : Garance Thénault) : Marial
- Sacha Dhawan (VF : Benjamin Gasquet) : Grigori Orlov
- Charity Wakefield (VF : Ludivine Maffren) : Georgina Dymova
- Gwilym Lee (VF : Anatole de Bodinat) : Grigor Dymov
- Adam Godley (VF : Eric Legrand) : l'archevêque « Archie »
- Douglas Hodge : le général Velementov
- Belinda Bromilow : Élisabeth Ier de Russie
- Richard Pyros : le comte Raskolnikov
- Bayo Gbadamosi : le comte Arkady
- Sebastian de Souza (VF : Mike Fédée) : Leo Voronsky

### Acteurs récurrents
- Danusia Samal (VF : Alexia Papineschi) : Lady Antonia Svenska
- Louis Hynes : Vlad
- Florence Keith-Roach : Tatyana
- Jamie Demetriou : le docteur Chekov
- Christophe Tek : Tartar Nick
- Charlie Price : Ivan VI
- Alistair Green : le comte Smolny
- Abraham Popoola : Rostov
- James Smith : le comte Gorky
- Stewart Scudamore : Tolsten
- Phill Webster : garde du palais
- Adam Darlington : chef valet de pied

 Source et légende : version française (VF) sur RS Doublage

## Production

### Développement
La série est basée sur la pièce de Tony McNamara consacrée à l'impératrice Catherine II, qui fut jouée par l'école de théâtre Sydney Theatre Company en 2008. En parallèle, McNamara avait écrit une adaptation cinématographique de la pièce qu'il souhaitait voir diffusée à l'écran,. Elle serait constituée d'une série de six saisons, afin de permettre d'introduire au fil de la série plusieurs personnages historiques clés de la vie de Catherine II.
L'idée d'une série se concrétise lorsque, le 24 août 2018, Hulu annonce être sur le point de lancer une commande pour un projet pilote autour d'une mini-série sur Catherine la Grande. La série serait écrite par Tony McNamara qui serait également producteur exécutif aux côtés d'Elle Fanning et de Marian Macgowan. Les sociétés de production impliquées dans le projet pilote sont Media Rights Capital, Echo Lake Entertainment et Thruline Entertainment.
Le 20 novembre 2018, Matt Shakman est désigné pour directeur de projet. Le 11 février 2019, lors de la tournée de presse hivernale annuelle de la Television Critics Association, Hulu annonce que la commande a été passée pour produire la série.
Le 30 août 2023, la série est annulée.

### Attribution des rôles
En parallèle de l'annonce de la série, Elle Fanning et Nicholas Hoult sont respectivement confirmés en tant qu'interprètes de Catherine la Grande et de son mari, le tsar Pierre III. En novembre 2018, Phoebe Fox, Sacha Dhawan, Charity Wakefield et Gwilym Lee rejoignent la distribution de la série,,. En janvier 2020, Sebastian de Souza, Adam Godley et Douglas Hodge rejoignent également l'équipe.

### Tournage
Les prises de vue de l'épisode pilote ont été réalisées en novembre 2018 à York. Le tournage s'est poursuivi ensuite en Angleterre dans le Leicestershire, le Lincolnshire, Hever dans le Kent ainsi qu'à Caserte, en Italie,,,,,.

### Fiche technique
- Titre original : The Great
- Réalisation : Tony McNamara
- Scénario : Tony McNamara
- Direction artistique : Matt Fraser
- Décors : Tanya Bowd
- Costumes : Emma Fryer, Holly Waddington
- Musique : Nathan Barr
- Pays d'origine : États-Unis
- Langue originale : anglais
- Genre : comédie dramatique
- Nombre de saisons : 3
- Nombre d'épisodes : 30
- Durée :
- Dates de première diffusion :
  - États-Unis : 15 mai 2020
  - France : 18 juin 2020

## Épisodes

### Première saison (2020)
1. Grandiose (The Great)
2. La Fausse barbe (A Fake Beard)
3. Vous n'êtes pas Pierre le Grand (And you, Sir, are no Peter the Great)
4. Moscow Mule (Moscow Mule)
5. Guerre et Vomi (War and Vomit)
6. Parachute (Parachute)
7. Espoir vérolé (A Pox on Hope)
8. Boulettes à la Datcha (Meatballs at the Dacha)
9. L'amour fait mal (Love Hurts)
10. Le Nez du castor (The Beaver's Nose)

#### Résumé des épisodes
- Grandiose: Catherine se rend en Russie pour épouser l'empereur. Une fois impératrice, elle découvre qu'il est un enfant gâté. Sa servante Marial lui conseille de le renverser pour s'emparer du pouvoir.
- La Fausse barbe: Catherine commence à élaborer un plan pour écarter son mari. Marial lui recommande de recruter le comte Orlo qui, réticent au début, finit par se laisser convaincre de l'aider.
- Vous n'êtes pas Pierre le Grand: Catherine, Orlo et Marial poursuivent l'élaboration de leur coup d'État. Relevant la morosité de Catherine, Pierre la pousse dans les bras d'un amant, Léo, stérile.
- Moscow Mule: Catherine tente de gérer à la fois sa situation à la cour et sa relation avec Léo. Un influent patriarche de l'église meurt. Orlo tente d'influencer Pierre dans le choix de son remplaçant.
- Guerre et Vomi: Alors que la guerre avec la Suède fait rage, Catherine et Elizabeth visitent l'armée. Grigor n'accepte pas la relation qui s'est nouée entre Pierre et Georgina.
- Parachute: Après avoir frôlé la mort, Pierre s'ouvre aux idées progressistes de Catherine et désire un héritier. Orlo tente de savoir qui a essayé d'empoisonner l'empereur.
- Espoir vérolé: Après avoir attrapé la variole puis en avoir guéri, Pierre renoue avec ses mauvaises habitudes. La relation de Catherine et Léo traverse des hauts et des bas tandis que Georgina se languit de Pierre.
- Boulettes à la Datcha: Les talents de politicienne de Catherine sont mis à rude épreuve lors d'un voyage à l'étranger. Marial tente de convaincre Léo de rester à la cour en lui parlant du projet de Catherine.
- L'amour fait mal: Afin de trouver le coupable d'un meurtre, l'empereur n'hésite pas à passer à la torture tous les membres de sa cour. Catherine découvre qu'elle est enceinte.
- Le Nez du castor: Catherine poursuit la préparation de son coup d'État. Marial la trahit en révélant sa grossesse à Pierre. Catherine comprend que pour une Russie meilleure, elle devra se battre sans Léo.

### Deuxième saison (2021)
Elle a été mise en ligne le 19 novembre 2021.
1. Heads It's Me
2. Dickhead
3. Alone at Last
4. The Devil's Lunch
5. Animal Instincts
6. A Simple Jape
7. Stapler
8. Five Days
9. Walnut Season
10. Wedding

### Troisième saison (2023)
Elle a été mise en ligne le 12 mai 2023.
1. The Bullet or The Bear
2. Choose Your Weapon
3. You The People
4. Stag
5. Sweden
6. Ice
7. Fun
8. Peter and the Wolf
9. Destiny
10. Once Upon A Time

## Accueil

### Réception critique
Sur le site Rotten Tomatoes, la série obtient une note d'approbation de 88 % basée sur 75 avis, avec une note moyenne de 7,44 sur 10.
Sur le site Metacritic, elle obtient un score de 75 sur 100, sur la base de 30 avis, qui sont globalement positifs.
Sur Allociné le 18 juin 2020

, Mégane Choquet note que la série prend volontairement des libertés avec la réalité historique, pour un résultat « plus que jouissif »
mais regrette que certaines intrigues politiques soient « parfois brouillonnes » et que l'épisode final laisse le spectateur sur sa faim avant une éventuelle saison 2.
Pour Les Échos, la série réinterprète librement l’Histoire « en jouant allègrement de l'absurde et d'une bonne dose de fantaisie », même si elle tombe parfois dans « le grotesque ou le comique de répétition ».
Pour Le Point, la série constitue sorte de « satire débridée sur l'ivresse du pouvoir », entre la décadence incarnée par le film Marie-Antoinette de Sofia Coppola, et la cruauté de la série Les Tudors. En ce sens, l’hebdomadaire note que le duo composé d’Elle Fanning et de Nicholas Hoult exprime « toutes les facettes de la relation amour-haine, à la fois touchante et hilarante ».

## Distinctions

### Nominations
- Golden Globes 2021 :
  - Meilleure série musicale ou comique
  - Meilleure actrice dans une série musicale ou comique pour Elle Fanning
  - Meilleur acteur dans une série musicale ou comique pour Nicholas Hoult

- Golden Globes 2024 : Meilleure actrice dans une série télévisée musicale ou comique pour Elle Fanning